# Ignacio Romo
Ignacio Romo, né le 17 juillet 1924, à Guaymas, au Mexique et décédé le 11 mars 2007, à Calexico, en Californie, est un ancien joueur mexicain de basket-ball.